# NaoTo
NaoTo（なおと、1995年8月11日 - ）は、日本の俳優、YouTuber、タレント。東京都練馬区出身。Grit Agency所属。

## 来歴
- 1995年。神奈川県生まれ。出身は東京都。
- 1996年。1歳から6歳までシンガポールに在住。
- 2008年。13歳から16歳までオーストラリアに在住。
- 2012年。後輩の萩原利久が俳優をやってることを知り、その影響で俳優を目指す。
- 2014年。郁文館高等学校卒業。
- 2017年。YouTubeチャンネル「Nao channel」を開設。
- 2018年。城西国際大学卒業。

## 俳優として

### 経歴
2012年、芸能界初めたての頃は芸能事務所の養成所に入所。
2013年、数々のドラマやCMに出演。初出演は潜入探偵トカゲ。
2017年、僕らのごはんは明日で待ってるクラスメイト役で出演。その年、行列のできる法律相談所の再現VTRに出演。
そこから再現VTRに多数出演。
2018年、A-Lightに所属。
2019年、「ボクと７通の手紙」で初の朗読劇出演。４月、東京浅草剣舞会エッジで初のパフォーマーとして出演。
2020年、「太陽系に愛を叫ぶ者」で初の舞台出演。７月、A-Lightを退所。
2021年、Grit Agencyに所属。

## YouTuberとして

### 経歴
2017年、「NaoTo sing a live」としてYouTubeチャンネルを開設。8月自身の曲、あたらしい関係を配信。
2018年、「NaoTo entertainer road」に改名。
2019年、逃走中の紹介動画で初の1万回再生突破。
2020年、6月に500人突破。
2021年、１月に「Nao channel」に改名。3月に1000人突破。８月にはサブチャンネル「NARUTOのNaoTo」を開設。
2023年、4月1日のご報告動画にてサブチャンネル「切り抜きNao channel」を開設。チャンネル名、「Nao channel」が「なおちゃんねる / Nao channel」に変更された。
2025年、5月1日にチャンネル名、「なおちゃんねる / Nao channel」が「ランナオアウト / runNaouTo(ランナオ)に変更された。

## 人物
- 運動神経抜群。サッカー9年、フットサル7年、テニス3年、野球半年。現在はパルクールと筋トレをしている。
- 好きな漫画はNARUTOとMAJOR。
- 好きなテレビ番組はSASUKE、ミライモンスター、逃走中。特にSASUKEは出場を夢みている。
- 性格は優しく、かなりの天然である。特に自身のYouTubeでよくみられる。
- 海外生活8年だが、英語はペラペラではない。
- 自身のYouTube チャンネルではゲーム実況、歌動画、筋トレ、検証系、やってみた系、コラボ動画など様々なジャンルにおいて動画をアップしているマルチクリエイターである。
- 歌が得意。好きな曲は菅田将暉のまちがいさがし、DISH//の猫。好きなアーティストは山本彩、菅田将暉、SMAP、上地雄輔。

- 他のYouTuberの動画出演が多い。中でもバンカラジオの動画に出演することが多数ある。

## 主な出演

### 映画
- 僕らのごはんは明日で待ってる 市井昌秀監督　クラスメイト役 （2017年）
- コーヒーが冷めないうちに 塚原あゆ子監督　大学生役（2018年）
- 天気の子 新海誠監督　卒業生役（2019年）
- 殺さない彼と死なない彼女 小林啓一監督　高校生役（2019年）
- 明日、キミのいない世界で HiROKi監督　生役（2020年）
- ミナカミ 藤原良監督　東野役 （2021年）
- Dr.コトー診療所 中江功監督　レスキュー隊役 （2022年）

### ドラマ

#### テレビドラマ
- 潜入探偵トカゲ （2013年）TBS - クラスメイト役
- 家族ゲーム （2013年）フジテレビ - クラスメイト役
- ブラック・プレジデント （2014年）関西テレビ - お客さん役
- まれ（2015年） NHK - 観客役
- 陸王 （2017年） TBS - 就活生役
- コールドケース2 （2018年） WOWWOW - 高校生役
- 名探偵・明智小五郎 （2019年） テレビ朝日 - 刑事役
- さくらの親子丼 （2020年） 東海テレビ・フジテレビ - 病人役
- 真夏のシンデレラ （2023年）フジテレビ - 食堂のお客さん役
- 柚木さんちの四兄弟。（2024年）NHK - 同窓生役
- ブラックペアン シーズン2（2024年） TBS - ジャーナリスト役

### 舞台
- 株式会社清月エンターテイメント 朗読劇「ボクと7通の手紙」作：寺井広樹 演：神田裕司 三鷹RIスタジオ 　大家さん役、学生役 （2019年）
- 東京浅草剣舞会エッジ パフォーマンス公演「殺陣祭、古-inishie-」橋区立文化会館 小ホール （2019年）
- 東京浅草剣舞会エッジパフォーマンス公演「KANAGAWA FESTIVAL in Hanoii」殺陣（ベトナム公演） ベトナム（2019年）
- 劇団ココア「太陽系に愛を叫ぶ者」作：浜田恭平 演：宮川翼!! 荻窪小劇場　植田隼役（2020年）
- 東京浅草剣舞会エッジ パフォーマンス公演 「浅草・侍忍者ショー」サクラサクホテル　（2020年）
- 東京浅草剣舞会エッジ パフォーマンス公演 「創作舞劇「化蜘蛛」〜神々降臨〜」目黒パーシモンホール　（2020年）
- ユーキース・エンターテイメント ミュージカル舞台 「バックホーム」作：園田英樹 演：山崎洋介 新宿スターフィールド　鈴木あきら・サムライ役（2020年）
- 東京浅草剣舞会エッジ パフォーマンス公演 「靖国神社奉納演武」靖国神社　（2021年）
- 東京浅草剣舞会エッジ パフォーマンス公演「N1 忍者×侍」 浅草花劇場　（2021年）
- team RISE！「青空の果て 〜日本を背負った若者たち〜」 作：永松拓也 演：永松拓也 秋葉原ハンドレッドスクエア倶楽部　佐々木哲夫役（2021年）
- 東京浅草剣舞会エッジ パフォーマンス公演「第十回殺陣祭」江戸東京博物館 大ホール （2021年）
- 東京浅草剣舞会エッジ パフォーマンス公演 「靖国神社奉納演武」靖国神社　（2022年）

### バラエティ番組
- 行列のできる法律相談所 （2017年11月5日/日本テレビ） - バーテンダー役
- THE突破ファイル （2019年1月10日/日本テレビ） - 福男役
- 世界一受けたい授業（2021年1月30日/日本テレビ） - 配達員役
- 世界一受けたい授業（2021年3月13日/日本テレビ） - 会社員役
- 世界一受けたい授業（2021年3月27日/日本テレビ） - アイドル役
- 上田晋也の日本メダル話（2021年5月16日/日本テレビ） - 水泳選手役
- くりぃむしちゅーの掘れば掘るほどスゴイ人（2021年6月30日/日本テレビ） - 柔道選手役
- ザ!世界仰天ニュース（2021年10月26日/日本テレビ） - 会社員役
- THE突破ファイル（2021年11月18日/日本テレビ） - 消防隊員役
- チコちゃんに叱られる!（2022年1月14日、15日/NHK総合テレビ） - 社員役
- 世界一受けたい授業（2022年4月30日/日本テレビ） - 20代男性役
- ザ!世界仰天ニュース（2022年5月24日/日本テレビ） - 工事現場監督役
- 世界一受けたい授業（2022年6月18日/日本テレビ） - 20代男性役
- 中居正広の金曜日のスマイルたちへ（2022年7月1日/TBS） - ホテルマン役
- 行列のできる法律相談所 （2022年7月3日/日本テレビ） - 瑛人の友人役
- チコちゃんに叱られる!（2022年9月9日、10日/NHK総合テレビ） - 20代男性役
- チコちゃんに叱られる!（2022年11月11日、12日/NHK総合テレビ） - 20代男性役
- 行列のできる法律相談所 （2023年3月26日/日本テレビ） - 工事現場のリーダー役
- 行列のできる法律相談所 （2023年7月23日/日本テレビ） - AD役
- 中居正広の金曜日のスマイルたちへ（2023年9月1日/TBS） - 南原清隆（ウッチャンナンチャン）役
- かまいガチ（2023年10月19日/テレビ朝日） - 警察官役
- かまいガチ（2023年1２月６日、2024年1月31日/テレビ朝日） - カップル役
- 櫻井有吉アブナイ夜会→櫻井・有吉 THE夜会（2024年4月11日/TBS） - 男性役
- 何か“オモシロいコト”ないの?（2024年5月6日/フジテレビ） - 20代会社員役
- FNS27時間テレビ 日本一たのしい学園祭!（2024年7月21日/フジテレビ）ナゾトレ川柳 - 野球部ピッチャー役
- 新しいカギ（フジテレビ、2025年3月1日/フジテレビ） - 陸上部ライバル役

### Web番組
- ニューヨーク恋愛市場（2022年3月8日/ABEMA） - 同窓生役

### 情報番組
- Mr.サンデー （2021年9月19日/フジテレビ・関西テレビ共同制作） - 『石ころ図鑑』河原拓磨役
- Mr.サンデー （2022年5月15日/フジテレビ・関西テレビ共同制作） - 『沖縄・本土復帰から50年』七人の侍・正社員役

### CM

#### TVCM
- JA共済  - 高校生役
- ゼクシィ - 結婚式客席役
- JRA 日本ダービー - 観客役
- NewDays『サンドイッチ篇』 - 社員役
- JINS 1DAY 通行人役
- AQUOS R6 - テニスプレイヤー役
- 日清フーズ 青の洞窟 パスタシリーズ - 男性役
- ボディメンテ - 通行人役
- イオンディライト 企業CM「守りたい場所」篇 - ホテルマン役
- 太田胃散整腸薬・デルモア錠「チーム分け」篇 - 会社員役
- ザ・プレミアム・モルツ - 合唱団役
- ソフトバンク 「ペイトク 登場」篇 - お客さん役
- 白鶴 まる - 20代お客さん役
- 森永ラムネ - 高校生バンドメンバー役
- FRUSK「“Enjoy! ジブン転換”　付箋篇」 - 会社員役
- 明治プロビオヨーグルト R-1「エレベーター」篇 - 一般客役

#### Web CM
- 明光義塾 塾講師ドキュメンタリー動画 - 講師役
- Y!mobile「ずーっとシェー‼︎ルストーク」篇 - スタッフ役
- ドコモのオリジナル機能”スグアプ” - コンビニ店員役
- アイ工務店「ハートの望遠鏡」篇 - 夫役
- セブンイレブン・ジャパン 乃木坂46キャンペーン篇 - 正社員役
- y.u mobile 三刀流宣言篇 - 記者役
- Spotify「音楽の出番だ。」Jam 機能篇 - 友人役

### MV
- ケツメイシ 『僕らのために...』 - 高校生クラスメイト役
- マハラージャン 『セーラ☆ムン太郎』 - 警備機動隊役
- JAM Project 『Bloodlines～運命の血統～』 - 正社員役
- a crowd of rebellion 『DISTRESS』 - 政府軍役
- 上坂すみれ 『筐体哀歌』 - 正社員役
- 久保あおい 『遠い夏の日』 - 男性シルエット役
- ODDLORE 『ORTUS』 - 木こり役
- SOMETIME'S 『Hope』 - 男性役
- 森久保祥太郎 『HYSTERIC CARAVAN』 - 仮面役
- Fischer’s 『HAPPY WEDDING 珍道中』 - 野球部員役
- DISH//『いつだってHIGH！』 - 通勤客役
- Watson 『どうかな？ft.ANARCHY』 - 男性役
- いきものがかり 『彩り』 - 合唱団テノール役

## ディスコグラフィー

### シングル
- 1st 2017年6月7日 あたらしい関係。